# Janarde
Janarde is een plaats (freguesia) in de Portugese gemeente Arouca en telt 159 inwoners (2001).